# Oregon, My Oregon
"Oregon, My Oregon" là bài ca biểu tượng tiểu bang của Oregon, Hoa Kỳ. Được sáng tác trong một cuộc thi sáng tác nhạc năm 1920, bài ca gồm 16 dòng và hai lời nhạc đã trở thành bài ca chính thức của tiểu bang Oregon vào năm 1927.

## Lịch sử
Năm 1920, Hội các nhà sáng tác nhạc Oregon tổ chức một cuộc thi để tuyển chọn một bài ca biểu tượng cho Oregon. Bài ca trúng tuyển, "Oregon, My Oregon," là một sáng tác chung của John Andrew Buchanan viết lời và Henry Bernard Murtagh viết nhạc. Buchanan là một người sáng tác lời nhạc nghiệp dư. Ông là một thẩm phán tiểu bang ở Astoria, trong khi Murtagh là một nhà soạn nhạc chuyên nghiệp có tiếng với nhà hát kịch Broadway. Murtagh nổi tiếng là một người chơi đàn organ ở duyên hải miền Tây Hoa Kỳ trong thời đại phim câm.
Sau khi bài ca được tuyển chọn, hội đã quảng bá bài ca này bằng cách cho trình diễn tại các bãi vui chơi tụ họp công cộng quanh tiểu bang và tại các trường học và đại học.
Ngày 12 tháng 2 năm 1927, bài ca chính thức được phê chuẩn thành bài ca biểu tượng của tiểu bang trong một cuộc họp chung của hai viện lập pháp Oregon.

## Tổng quát
Lời bài ca của Buchanan có hai giai điệu chính: vinh danh những người định cư và các nhà thám hiểm khi xưa của Oregon, và ca ngợi vẻ đẹp thiên nhiên của tiểu bang.

### Lời bài hát
Land of the Empire Builders,
Land of the Golden West;
Conquered and held by free men,
Fairest and the best.
Onward and upward ever,
Forward and on, and on;
Hail to thee, Land of Heroes,
My Oregon.
Land of the rose and sunshine
Land of the summer's breeze;
Laden with health and vigor,
Fresh from the Western seas.
Blest by the blood of martyrs,
Land of the setting sun;
Hail to thee, Land of Promise,
My Oregon.